# Mardik Mardikian
Mardig Kevork Mardigian (en árabe: مَاردِيْك كِيْفُورك مَاردِيْكيَان‎; en armenio: Մարտիկ Գէորգ Մարտիկեան; Lattakia, 14 de marzo de 1992), más conocido como Mardik Mardikian, es un futbolista sirio que juega de delantero en el Khaitan S. C. kuwaití. Es internacional con la selección de fútbol de Siria.

## Carrera
Mardik comenzó su carrera en el Hutteen SC, el equipo de su ciudad natal. Durante su estancia en este club marcó 5 goles. Estuvo cedido por el club sirio en el Riffa Club, en el Al Jazeera y en el Sohar SC. En este último club fue en el que disfrutó más minutos, ya que en él jugó 22 partidos y marcó 11 goles.
El 17 de julio de 2014 fichó por el Fanja SC debutando con su club el 22 de septiembre de 2014.
Después jugó en el Al-Markhiya y en el Naft Al-Wasat, donde no jugó demasiado.
En 2016 fichó por el Al Jazeera donde marcó 13 goles en 17 partidos, lo que llamó la atención del Al Arabi catarí, que lo fichó en el mercado de invierno.

## Selección nacional
Mardik es internacional con la selección de fútbol de Siria desde 2012. Hasta la fecha ha disputado 38 encuentros en los que ha marcado seis goles.